# بنادي عليك (فلم)
بنادي عليك فيلم موسيقي / استعراضي مصري  من إخراج وتأليف إسماعيل حسن عام 1955. الفيلم هو البطولة الأولى للمغني عبد الرحمن المصري والراقصة زوزو محمد وتدور الأحداث حول مغني وراقصة في محاولاتهم للحصول على فرصة لتقديم فنهم للجمهور.
صدر الفيلم إلى دور العرض المصرية في 20 مايو 1955.
منح موقع قاعدة بيانات الأفلام العربية «السينما.كوم» الفيلم درجة 5.8/ 10.

## أحداث الفيلم
يعمل الخواجة بيجو (فؤاد راتب) في محطة بنزين ويتسبب في مشاكل تؤدي إلى تركه العمل، وعندما يستمع لحوار يعرف منه أن زوجة العمدة تبحث عن مربية لطفلها حديث الولادة، يقوم بالتنكر في ملابس نسائية ويطلق على نفسه اسم «ماريكا»، ويحصل على الوظيفة، ويتعرض للتحرش أثناء عمله في رعاية المولود متنكراً في الملابس النسائية. يذهب الخواجة بيجو لشراء ماسورة من ورشة خراطة ويصادف هناك وحيد (عبد الرحمن المصري) الذي يعمل كعامل يدوي ويحاول أن يصبح نجم غناء. تحاول الشابة فوزية (زوزو محمد) العمل كراقصة شرقية ولكنها لا تجد من يمنحها هذه الفرصة لإظهار فنها، وتبحث عن وظيفة أخرى لحين أن تأتيها الفرصة، وتجد وظيفة في نفس مكان عمل وحيد، ويحدث سوء تفاهم بينهما فيعتقد أنها ابنة لأحد الأثرياء، وتتوطد علاقتهم من عمل إلى حب. يتقدم أحد الأثرياء لخطبتها لكنها ترفض وتختفي، يبحث وحيد عنها دون جدوى، وعندما يجدها يكتشف موهبتها في الغناء ويقدم لها فرصة لتصبح ذات شأن في عالم الرقص والغناء.

## طاقم التمثيل
- عبد الرحمن المصري: في دور وحيد

- زوزو محمد: في دور فوزية

- فؤاد راتب: في دور الخواجة بيجو

بالاشتراك مع: وداد حمدي - عبد الغني النجدي - عبد النبي محمد - علي عبد العال - مصطفى منسي.

## أغاني الفيلم
الكلمات: مأمون الشناوي - محمد حلاوة - مصطفى الطائر
ألحان: محمود الشريف - عبد الرحمن المصري
غناء عبد الرحمن المصري: يا حليوة ميل - دلوقت بتتقلو - بنادي عليك.

## استقبال الفيلم
كتب الناقد محمود قاسم على موقع الشروق في 27 مارس 2020: «أتخيل نفسي في العام 1955، بعد أن تورطت في مشاهدة هذا الفيلم... من الواضح أن أبطال الفيلم الذين يحصلون على أدوار مهمة دفعوا إلى المنتج، أو تنازلوا عن أجورهم من أجل الحصول على دور في السينما، وفي العام 1955، كانت هناك أفلام كثيرة من هذه النوعية لعل أشهرها هو» في صحتك" (فيلم للمخرج عباس كامل عام 1955 بطولة محمد قنديل وحورية حسن) ... فيلم اليوم من بطولة راقصة اسمها "زوزو محمد«تحصل هي والمطرب» عبد الرحمن المصري«على البطولة للمرة الأولى، وذلك قبل أن تعود زوزو فقط إلى الرقص لمرات قليلة، أما هو فذهب وراء جدران النسيان للأبد... في تلك الفترة كان أبطال فرقة»ساعة لقلبك «الإذاعية قد تهافتت السينما عليهم بقوة، وبدا فؤاد راتب هنا وقد حصل على أكبر فرصة كي يقلد تشارلى شابلن تارة أو يلعب دور الشاب الشعبى الغبى... لا أدعى أن ما كتبته اليوم نقدا أو محاولة للتعرف على الفيلم، فالأفلام الجيدة هي التي تولد الكتابة الجادة، ولاشك أن أمثال هذه الأفلام وصناعها أشبه بالداء في جسم السينما الجميلة، فالمخرج لم يصنع لنا مشهدا نتذكره، وبالتالي فلا الرقص بجذاب، والأغاني لم نستمتع بالاستماع اليها، ولا الممثلين تمت إدارتهم كما ينبغي... أن الفيلم محسوب على خريطتنا السينمائية المجهولة، ويجب فتح صندوقه أيا كانت محتوياته، لأنه دخل في إطار أفلام السينما التي لا نعرفها».

## روابط خارجية
- مقالات تستعمل روابط فنية بلا صلة مع ويكي بيانات
- بنادي عليك على الدهليز
- بنادي عليك على كاروهات